# Eccoptomera ornata
Eccoptomera ornata – gatunek muchówki z rodziny błotniszkowatych i podrodziny Heleomyzinae.
Gatunek ten opisany został w 1862 roku przez F. Hermanna Loewa.
Muchówka o ciele długości od 3 do 4,5 mm. Wysokość środkowej części policzka jest u niej nie większa niż wysokość oka złożonego. Czułki mają trzeci człon z wyraźnym kątem koło wierzchołka. W chetotaksji tułowia występuje jedna para szczecinek śródplecowych leżąca przed szwem poprzecznym oraz dwie pary szczecinek sternopleuralnych. Przedpiersie jest nagie, a tarczka naga lub owłosiona. Kolce na żyłce kostalnej skrzydła są dłuższe niż owłosienie. Środkowa para odnóży ma środkową część goleni owłosioną, ale pozbawioną szczecinek. Tylna para odnóży samca ma spodnią powierzchnię uda przy nasadzie z długim wcięciem.
Owad znany z Wielkiej Brytanii, Niemiec, Szwajcarii, Austrii, Włoch, Szwecji, Finlandii, Polski, Czech, Słowacji, Ukrainy, Rumunii, Serbii, Bośni i Hercegowiny, Albanii, Turcji i Kamczatki.